# Lièvre laineux
Lepus oiostolus
Espèce
Répartition géographique
Statut de conservation UICN

 LC  : Préoccupation mineure
Le Lièvre laineux aussi appelé Lièvre du Tibet (Lepus oiostolus) est un mammifère de la famille des Léporidés. Il vit dans certaines régions de Chine, d'Inde, de Mongolie et du Népal et principalement à des altitudes de 3 000 à 5 300 mètres.
Il est endémique sur le plateau tibétain.
|  |